# 陶永德
陶永德（1927年7月8日—2014年11月15日），男，汉族，安徽当涂人，民盟盟员，中华人民共和国教育工作者。

## 生平
1948年至1952年在安徽学院、安徽大学（安徽师范大学前身）数学系学习，学习期间曾任芜湖市学联和校学生会副主席。毕业后分配到南京工学院（现东南大学）工作，历任数学教研组组长、基础科学系副主任、教务处副处长、硕士生导师等职。1981年加入中国共产党，1988年退休。2014年11月15日，因病医治无效在江苏省人民医院逝世，享年87岁。

## 贡献
主编全国高校工科通用材料《高等数学》等教材5部。1992年与一批退休教授发起并创办江苏省第一所民办高校——三江学院，担任第一任院长，同时担任学院副董事长、党委书记。

## 社会兼职
曾任江苏省第五、六届人大代表，国家教委工科数学课程教学指导委员会委员，江苏省高等学校数学研究会首任理事长。